# Tepeyac, Hidalgo
Tepeyac är en ort i Mexiko.   Den ligger i kommunen Tlanchinol och delstaten Hidalgo, i den sydöstra delen av landet, 180 km norr om huvudstaden Mexico City. Tepeyac ligger 833 meter över havet och antalet invånare är 110.
Terrängen runt Tepeyac är varierad. Runt Tepeyac är det ganska tätbefolkat, med 166 invånare per kvadratkilometer. Närmaste större samhälle är San Felipe Orizatlán, 18,2 km norr om Tepeyac. Omgivningarna runt Tepeyac är en mosaik av jordbruksmark och naturlig växtlighet.